# Финал по холивудски
„Финал по холивудски“ (на английски: Hollywood Ending) е комедия от 2002 година на режисьора Уди Алън.

## Сюжет
Известният някога режисьор Вал отдавна е в творческа криза. Преди десет години съпругата му Ели го е напуснала и оттогава той не може да се справи с хипохондрията си, да овладее неврозите си. И сега той има шанс да се върне към бизнеса: предлага му се да се заеме със снимките на доста скъп филм. Не всичко обаче е толкова просто. Ели е тази, която инициира поканата му, като убеждава сегашния си годеник и основен продуцент Хал, да даде тази работа на бившия и съпруг. Вал, мрънкащ и възмутен, приема предложението, защото такъв шанс не може да бъде пропуснат. Въпреки това малко преди началото на снимките, след поредната поредица от дълбоки преживявания, Вал изпитва психосоматично разстройство и внезапно губи зрението си и трябва да снима филм на сляпо.

## В ролите
| Актьор          | Роля        |
| --------------- | ----------- |
| Уди Алън        | Вал Уаксман |
| Теа Леони       | Ели         |
| Джордж Хамилтън | Ед          |
| Трийт Уилямс    | Хал Йегер   |
| Дебра Месинг    | Лори        |
| Марк Райдел     | Ал Хак      |